# Loya jirga
La loya jirga è una grande assemblea del popolo afghano, originariamente aperta solo ai gruppi pashtun, ma che poi ha incluso anche le altre etnie.
La parola deriva dalla lingua pashtu: loya significa "grande" e jirga "consiglio", "assemblea" o "incontro" (deriva da un termine turco che significa "tenda").
I partecipanti alla loya jirga comprendono a vario titolo leader tribali o regionali, figure politiche, militari e religiose, membri della famiglia reale, funzionari del governo e così via. Gli incontri sono convocati con cadenza irregolare, spesso da chi detiene il governo. Secondo alcuni storici la tradizione della loya jirga risalirebbe a 1000 anni fa.
La loya jirga non ha limiti di tempo e va avanti finché non viene raggiunta una decisione. Le decisioni sono prese all'unanimità e non sono previste votazioni formali. Molti diversi tipi di argomenti possono essere affrontati: la politica estera, le dichiarazioni di guerra, la legittimazione del governo o l'introduzione di nuove politiche.

## La loya jirga nella storia
| Anno | Motivi                                                                                           |
| ---- | ------------------------------------------------------------------------------------------------ |
| 1747 | Incoronazione di Ahmad Shah (inizio del regno della dinastia Durrani)                            |
| 1793 | Trasferimento della capitale da Kandahar a Kabul                                                 |
| 1841 | Dichiarazione di guerra contro la Gran Bretagna (prima guerra anglo-afghana)                     |
| 1880 | Dichiarazione di guerra contro la Gran Bretagna (seconda guerra anglo-afghana)                   |
| 1916 | Dichiarazione di neutralità durante la prima guerra mondiale                                     |
| 1924 | Votazione della costituzione di Amānullāh Khān                                                   |
| 1929 | Incoronazione di Nadir Khan                                                                      |
| 1931 | Votazione della costituzione del 1931                                                            |
| 1949 | Disconoscimento della cosiddetta linea Durand (confine tra Afghanistan e Pakistan)               |
| 1964 | Votazione della costituzione del 1964                                                            |
| 1977 | Elezione di Mohammed Daoud a presidente della repubblica e votazione della costituzione del 1977 |
| 1985 | Votazione della costituzione del 1985                                                            |
| 2002 | Elezione di Hamid Karzai a capo dello stato ad interim                                           |
| 2004 | Votazione della costituzione del 2004                                                            |